# Ngersuul
Ngersuul (auch: Garashiyoo, Garasho, Karasho, Ngarsul, Ngorsul) ist ein Ort im administrativen Staat Ngchesar auf der Insel Babeldaob in Palau.

## Geographie
Der Ort liegt an der Ostküste, südlich von Ngerngesang. Der Ort liegt an einer Bucht im Naturschutzgebiet Ngelukes Marine Conservation Area. Der Ort verfügt über einen Pier.

## Klima
Das Klima ist tropisch heiß, wird jedoch von ständig wehenden Winden gemäßigt. Ebenso wie die anderen Orte von Palau wird Ngersuul gelegentlich von Zyklonen heimgesucht.